# Plácido de Subiaco
San Plácido fue un fraile benedictino italiano del siglo VI.

## Historia
Según cuenta san Gregorio Magno en sus Diálogos, cuando san Benito se encontraba en el monasterio de Subiaco envió al joven Plácido a por agua a una laguna cercana. Fue con un cántaro y, cuando se encontraba en la orilla, fue arrastrado por una ola y se encontraba en peligro de hundirse. Entonces san Benito, por inspiración divina, supo que Plácido se encontraba en gran peligro. Llamó a otro fraile, llamado Mauro, para que fuese a rescatarle. Mauro fue bendecido por san Benito y luego se marchó. Sin preocuparse de lo que hacía, ando sobre el agua de la laguna, tomó del pelo a Plácido y lo arrastró fuera. Luego se dio cuenta del milagro. Plácido dijo "cuando me sacaste del agua, vi el manto de nuestro padre sobre mi cabeza y pensé que era él quien tiraba de mí".
Una historia datada en el siglo XII cuenta su martirio. Cuando el patricio Tértulo fue a visitar a san Benito al Monasterio de Monte Casino le donó unos terrenos en Mesina, Sicilia, para que fundase un convento. Plácido fue escogido para esta fundación. Partió en la primavera del 537 con un grupo de monjes. Paró en Capua, donde el obispo Germano, íntimo amigo de san Benito, le recibió con una gran hospitalidad. En Canosa di Puglia fueron recibidos con gran hospitalidad por otro admirador de la obra de san Benito. Cuando llegaron a Mesina procedieron a la fundación. Sin embargo, el 5 de octubre del 541 el monasterio fue atacado por piratas paganos que lo ejecutaron a él, a dos hermanos suyos, a su hermana Flavia, que había ido a visitarlo desde Roma, y a la mayor parte de los frailes del monasterio. Se contaron 33 ejecutados.
A finales del siglo XVI se encontraron muchos restos en Mesina, que se cree que pertenecieron a estos frailes.